# مینی‌دیسک

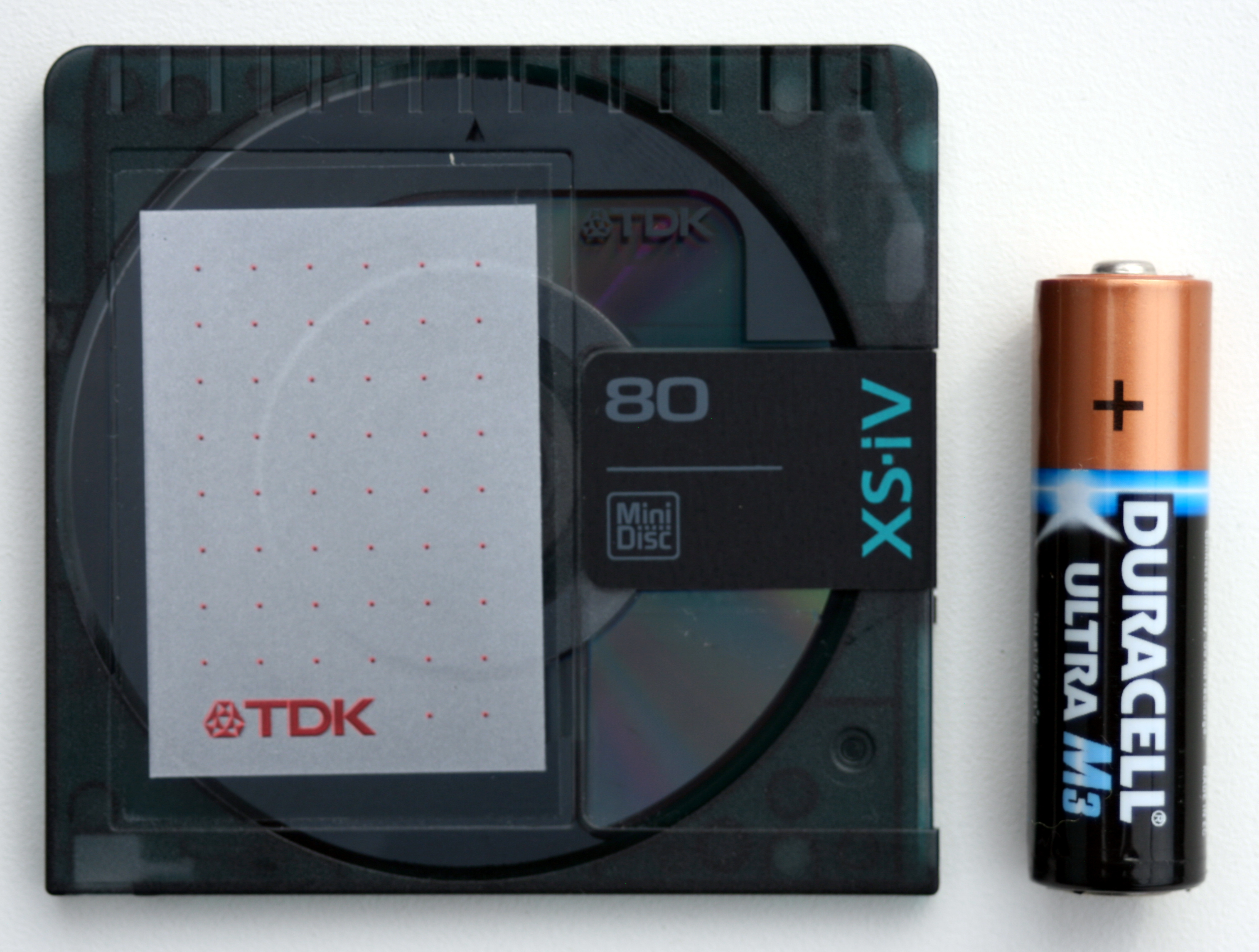
مینی دیسک

مینی‌دیسک (به انگلیسی: MiniDisk) یا به‌طور مخفف MD یک تکنولوژی معرفی شده توسط شرکت سونی بود که مدتی بر روی دستگاه‌های صوتی ژاپنی قرار گرفت و در سال ۲۰۱۳ به صورت رسمی تولید آن متوقف شد.

## تاریخچه
این محصول که در سال ۱۹۹۲ روانهٔ بازار شد در واقع یک سی‌دی کوچک بود که در یک قاب حفاظت می‌شد. پیش از اینکه شرکت اپل با محصول آی‌پاد به صحنه رقابت بیاید، مهندسان سونی دست به ابداع فرمتی انحصاری زدند که به اختصار ATRAC نامیده می‌شد.
در سال ۱۹۹۶ چهارسال پس از معرفی مینی‌دیسک، سونی توانست نوع جدیدی از واکمن‌های خود را به شکل باریک‌تری ارائه کند.
ولی وقتی اپل محصولی تولید کرد که موسیقی را بر روی فلش مموری ذخیره می‌کرد، توجهات به سمت آن معطوف شد و کم‌کم محبوبیت مینی‌دیسک رو به افول گذاشت تا اینکه در سال ۲۰۱۳ به‌طور رسمی پروندهٔ آن بسته و تولیدش متوقف شد. دیسک‌های اِم‌دی قابلیت چندین بار پاک شدن محتوا و جایگزینی محتوای جدید را داشتند.